# ХК Олимпија (2004)
ХK Олимпија словеначки хокејашки клуб из Љубљане. Утакмице као домаћин игра у Дворани Тиволи, капацитета 7500 места.

## Историја
Клуб је основан 2004. године као други тим словеначког хокејашког клуба ХДД Олимпије, за развој младих играча.
У првој години такмичења у регионалној Слохокеј лиги, у сезони 2009/10. Олимпија је заузела пето место и пласирала се у плеј оф. Међутим у плеј офу су елиминисани већ у четвртфиналу од Партизана са 2-0 у победама.
Наредна сезона је била много успешнија за клуб. Олимпија је у регуларном делу заузела прво место. У плеј офу су се лако пласирали у финале, победивши прво у четвртфиналу ХДД Блед и у полуфиналу Тим Загреб. Међутим нису успели да постану прваци Слохокеј лиге, јер су у финалу поражени од Партизана са 3-1 у победама. Након што је ХДД Олимпија угашена 2017. године, клуб је постао професионалан и у периоду од 2019. до 2023. освојио је три титуле првака државе, од чега је у сезони 2018/19. освојио троструку круну.

## Познати хокејаши
- Матеј Хочевар
- Егон Мурич
- Жига Панце
- Алеш Сила
- Бојан Зајц